# 선더볼트 (인터페이스)

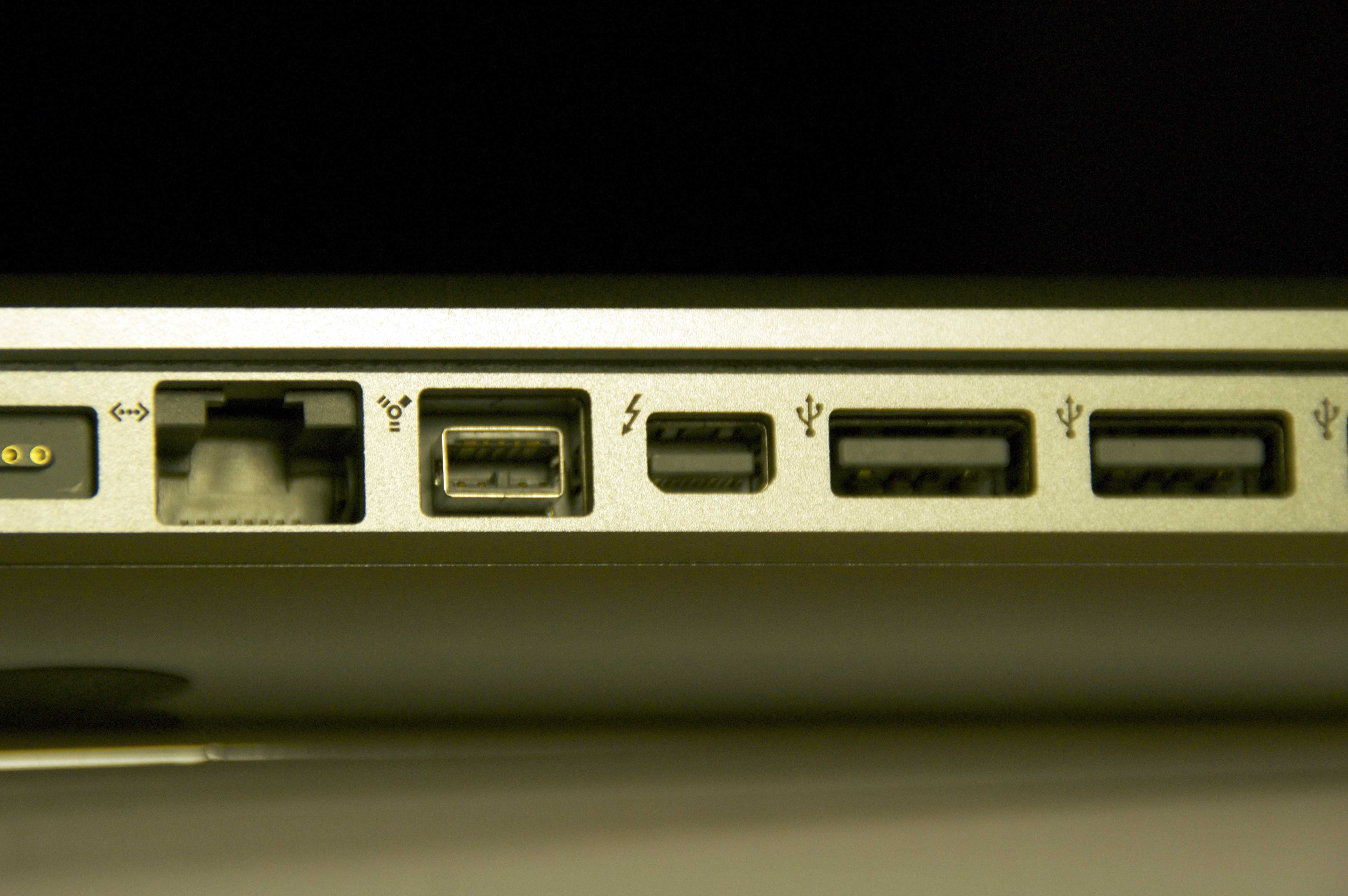
맥북 프로의 선더볼트 인터페이스. 선더볼트 단자가 가운데(USB와 파이어와이어 포트 사이) 있다.

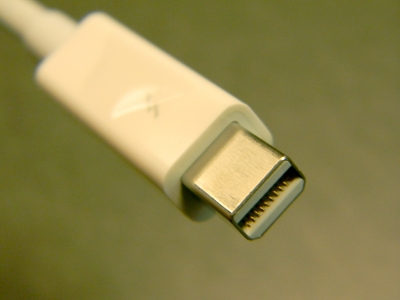
선더볼트 커넥터

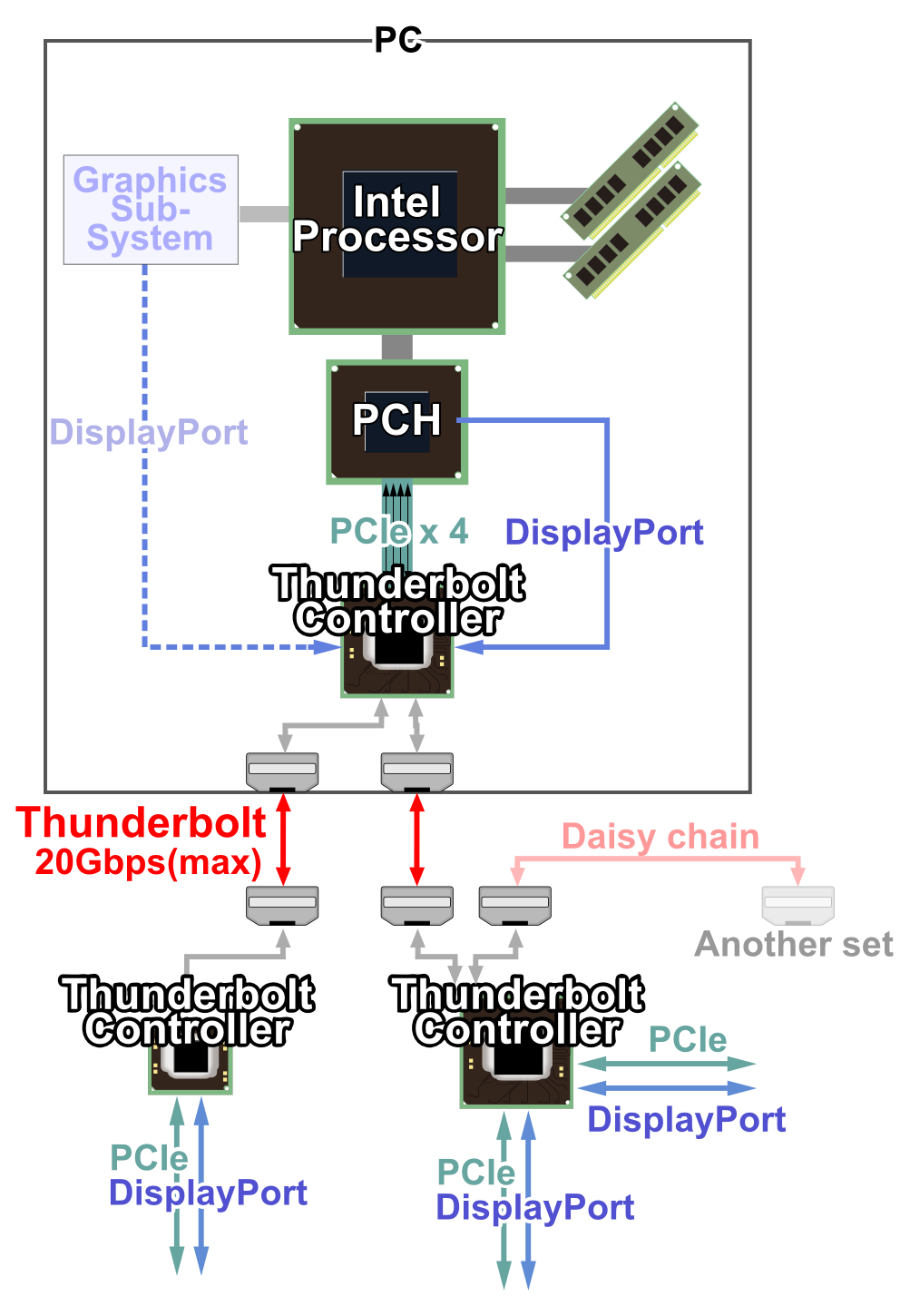
선더볼트 링크 연결 방식

선더볼트(ThunderBolt), 코드명 라이트 피크(Light Pick)는 컴퓨터와 주변 기기를 연결하는 데 쓰이는 입출력 인터페이스 종류 중 하나이다. 선더볼트 1과 2는 미니 디스플레이포트와 같은 커넥터를 사용하고, 선더볼트 3는 USB-C와 같은 단자를 사용한다. 선더볼트는 2011년 2월 24일에 발표되었으며, 애플의 맥북 프로에 처음 장착되었다.
선더볼트는 PCI 익스프레스(PCIe)와 디스플레이포트를 하나의 시리얼 통신으로 통합하고, DC 전원도 하나의 케이블로 제공한다. 여섯개까지의 주변기기가 버스 네트워크를 통해 하나의 커넥터로 연결된다.
선더볼트는 USB와 PCI 익스프레스를 공동 개발한 인텔사와 파이어와이어를 발명하고 USB 대중화를 이뤄낸 애플이 긴밀한 기술적 협력을 통해 발명해낸 인터페이스이다. 선더볼트는 SCSI, SATA, USB, IEEE 1394, PCI 익스프레스, 고선명 멀티미디어 인터페이스(HDMI) 등을 모두 통합해 대체할 수 있는 대안으로서 개발 진행되고 있다. 컴퓨터에 달리는 포트(port)의 개수를 줄이기 위함이다. 예전에, USB와 같은 버스 시스템이 개발되어, 그 이전의 여러 종의 버스 시스템을 성공적으로 대체한 역사가 있기는 하다. 하지만, 대역폭(bandwidth) 요구 사양 수준이 높아지면서 eSATA, 디스플레이포트와 같이 USB 혹은 그 유사 종류로서는 연결(connect)할 수 없는 인터페이스 표준이 등장하게 되었다. 선더볼트는 충분한 대역폭을 제공함으로써, 이들 입출력 인터페이스까지도 단일 인터페이스로 대체함을 목적으로 하고 있다. 또한 널리 쓰이는 데이지 체인 연결을 지원하고자 하고 있다. 이를 위해 선더볼트는 디스플레이를 위한 디스플레이포트와 더불어 PCI 익스프레스 프로토콜을 사용한다. 또한 이와 더불어 미니 디스플레이포트와 하위 호환성을 가지고 있다.

## 개요
선더볼트는 원래 물리 계층에서 인텔의 파트너사들과 인텔 실리콘 광통신 연구소에서 개발된 컴포넌트와 광섬유를 배타적으로 활용하기 위해서 개발되었다. 처음에는 라이트 피크라는 이름을 썼고, 2011년 이후에는 실리콘 광통신 링크라고 불렸다. 그러나 구리 선을 이용해 더 낮은 가격으로 채널당 10 Gbit/s의 속도를 구현할 수 있다는 것이 밝혀졌다.
애플과 인텔은 라이트피크의 구리선 버전을 공동개발하였다. 애플은 선더볼트를 상표로 등록하였으나 곧 더 넓은 범위의 지적재산권을 갖고 있는 인텔에게 상표를 넘겨주었다.
선더볼트 컨트롤러는 하나 이상의 PCIe와 디스플레이포트 데이터를 다중화시켜 이중 선더볼트로 전달하고, 다른 쪽에서 PCIe와 디스플레티 포트 기기를 위해 역다중화시킨다. 선더볼트 포트 하나는 허브나 데이지 체인을 통해 선더볼트 기기 여섯개까지 지원한다.
미니 디스플레이포트가 하나 달린 모니터나 다른 기기들은 체인 가장 끝에 연결되어야 한다. 선더볼트는 DP-1.1a 기기들과 호환 가능하다. DP 기기와 연결되었을 때 선더볼트 포트는 아웃풋 핀 네 가닥에서 가닥 하나당 5.4Gbit 이하의 속도로 네이티브 디스플레이포트 신호를 제공한다. 선더볼트 기기와 연결되었을 경우 가닥 하나당 데이터 전송 속도는 10 Gbit/s가 되고 네개의 선더볼트 가닥은 입력과 출력이 각각 10Gbit/s인 두개의 이중 케이블처럼 작동한다.
선더볼트는 디스플레이포트와 호환되는 PCIe 그래픽카드나 맥북 에어처럼 온보드 비디오가 메인보드에 있는 컴퓨터에도 적용될 수 있다.
선더볼트는 상업적으로는 애플의 2011년 맥북 프로에 처음으로 도입되었다. 커넥터는 애플이 개발한 미니 디스플레이포트를 사용했다. 1,2와는 달리 3은 USB에 기반을 두며 로열티도 없다.

## 컨트롤러

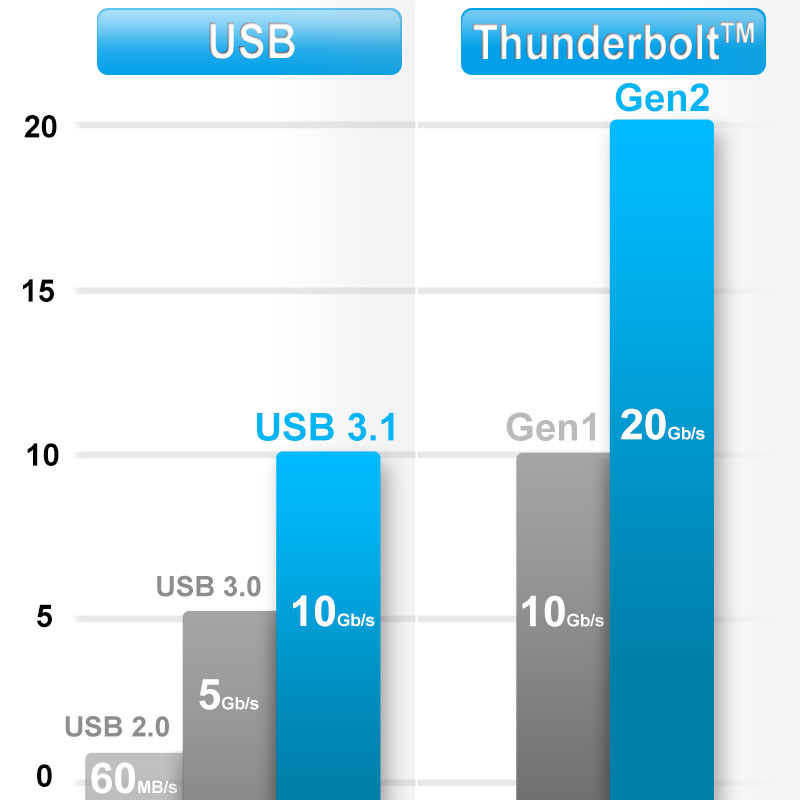
USB와 선더볼트의 속도 비교 차트

선더볼트 컨트롤러는 다음과 같다.
| 모델     | 채널 | 크기  | 수요  | 계열              | 출시 시기 | 기능           |
| -------- | ---- | ----- | ----- | ----------------- | --------- | -------------- |
| 82523EF  | 4    | 15×15 | 3.8W  | Light Ridge       | Q4 2010   |                |
| 82523EFL | 4    | 15×15 | 3.2W  | Light Ridge       | Q4 2010   |                |
| L2510    | 2    | 15x15 | ???   | Eagle Ridge       | Q1 2011   |                |
| L2310    | 2    | 8x9   | 1.85W | Eagle Ridge (SFF) | Q1 2011   |                |
| L2210    | 1    | 5x6   | 0.7W  | Port Ridge        | Q4 2011   | 장치 전용      |
| L3510H   | 4    | 12×12 | 3.4W  | Cactus Ridge      | 취소됨    |                |
| L3510L   | 4    | 12×12 | 2.8W  | Cactus Ridge      | Q2 2012   |                |
| L3310    | 2    | 12×12 | 2.1W  | Cactus Ridge      | 2012      | 호스트 전용    |
| ???      | 4    | 12×12 | ???   | Redwood Ridge     | 2013      | DP 1.2         |
| ???      | 2    | 10×10 | ???   | Redwood Ridge     | 2013      | 호스트 전용    |
| ???      | ???  | ???   | ???   | Falcon Ridge      | 2014      | 20 Gbit/s 속도 |

## 같이 보기
- 광케이블
- 광통신
- 디스플레이포트
- USB